# Уно, Сосукэ
Со́сукэ Уно (яп. 宇野 宗佑 Уно Со:сукэ, 27 августа 1922, Сига — 19 мая 1998, Морияма) —  японский государственный и политический деятель. Премьер-министр Японии (1989).

## Ранняя карьера
Окончил коммерческий колледж в Кобэ, затем призван на военную службу. Сражался в Квантунской армии. Был советским военнопленным. По возвращении на родину начал политическую карьеру. Был депутатом законодательного собрания родной префектуры Сига, избирался его председателем. Член Либерально-демократической партии Японии.

## Карьера в ЛДПЯ и кабинете министров Японии
В 1960 впервые избран в японский парламент. Парламентский статс-секретарь при министерстве торговли и промышленности в 1966—1969. Начальник управления национальной обороны в 1974 в правительстве Какуэя Танаки. Председатель совета  Либерально-демократической партии Японии по парламентской политике в 1974—1976. Начальник научно-технического управления в 1976—1978 в правительстве Такэо Фукуды. Председатель информационного комитета Либерально-демократической партии Японии в 1978—1979. Начальник административного управления в 1979—1980 в правительстве Масаёси Охиры. Министр внешней торговли и промышленности в 1983—1987 в правительствах Ясухиро Накасонэ.
Министр иностранных дел в 1987—1989 в правительстве Нобору  Такэситы. В мае 1989 в качестве главы внешнеполитического ведомства посетил с официальным визитом СССР. В ходе визита были продолжены консультации по вопросу заключения мирного договора между двумя странами.

## Внутриполитическая ситуация 1989
Начало 1989 года ознаменовалось серьёзными потрясениями внутренней политики Японии. Введение нового единого потребительского налога вызвало массовое недовольство в стране. Вместе с тем кредит доверия к правящей  Либерально-демократической партии Японии ещё больше подорвали многочисленные коррупционные скандалы, касающиеся партийной и правительственной верхушки страны. В этих условиях значительно обострилась борьба между теряющей поддержку населения Либерально-демократической партии Японии и оппозиционными партиями, прежде всего, Социалистической партией Японии.
В начале мая премьер-министр Нобору Такэсита взял на себя ответственность за пошатнувшуюся репутацию правящей партии и 1 июня ушёл в отставку с поста председателя партии и главы правительства. Положение партии осложнялось приближающимися перевыборами части палаты советников, в которых в сложившихся условиях партия не могла рассчитывать на успех. Новому лидеру партии предстояло выполнить роль «козла отпущения», возглавив партию на короткий момент, чтобы взять на себя всю ответственность за неминуемую неудачу на выборах. В этих условиях высшие посты в партии и государстве были предложены Сосукэ Уно, которому в иных обстоятельствах не довелось бы возглавить страну.

## Деятельность на посту премьер-министра
2 июня Уно был избран председателем ЛДПЯ и сформировал кабинет министров. Немалый опыт Уно в международной политике способствовал его избранию на пост лидера страны. Деятельность Уно на посту премьер-министра сосредоточилась на поддержании положительного внешнеполитического имиджа Японии. В июне 1989 в Японии состоялась традиционная встреча лидеров наиболее развитых стран. Правительством Уно были проведены важные консультации по поводу обострившихся разногласий с США по торговым вопросам. Кабинет Уно пошёл на введение серьёзных ограничений финансово-экономических связей с КНР после событий 4 июня 1989.
23 июля 1989 состоялись очередные частичные выборы в палату советников японского парламента. Уход из правительства ряда наиболее непопулярных фигур не смог помочь ЛДПЯ. Выборы принесли партии масштабное поражение и ЛДПЯ не удалось сохранить контроль над палатой.

## Отставка с поста премьер-министра
Крайне неблагоприятные результаты выборов лишили Уно каких-либо шансов продолжить политическую карьеру. Он продержался у власти всего 69 дней, что рекордно мало даже для Японии с её частой сменой первых лиц в правительстве. Вдобавок к политическим неудачам Уно оказался в центре сексуального скандала. Некая гейша из Токио поделилась с прессой подробностями своих отношений с политиком.
9 августа 1989 года правительство страны возглавил Тосики Кайфу.